# アンヘル・アルビノ・コルソ国際空港
アンヘル・アルビノ・コルソ国際空港 (アンヘル・アルビノ・コルソこくさいくうこう、西: Aeropuerto Internacional Ángel Albino Corzo) は、メキシコ合衆国チアパス州にある空港。
州都トゥストラ・グティエレスの南東に位置しており、車で約30分である。観光地サン・クリストバル・デ・ラス・カサスからは約60分の距離にある。

## 就航路線
| 航空会社               | 就航地                                             |
| ---------------------- | -------------------------------------------------- |
| アエロメヒコ           | メキシコシティ                                     |
| アエロメヒコ・コネクト | メキシコシティ                                     |
| ボラリス               | カンクン、グアダラハラ、メキシコシティ、ティフアナ |
| ビバアエロブス         | カンクン、グアダラハラ、メキシコシティ、ティフアナ |
| マグニチャーターズ     | 季節:モンテレイ                                    |

## 歴史
2006年に開港した空港で、1日350便の発着と、年間80万人の旅客を受け入れる能力を持っていた。空港ターミナルビルは5箇所の搭乗口があり、うち4箇所はターミナルビルに直接つながったボーディング・ブリッジを備えていた。
メキシコ運輸・通信省航空局（Dirección General de Aeronáutica Civil）の発表によると、2008年の利用者数は76万3450人、2009年の利用者数は64万4556人であった。これはメキシコ国内の空港の中で、利用者数では19番目に多い数字だった。

### 利用実績
| 利用種別         | 2006*   | 2007    | 2008    | 2009    |
| ---------------- | ------- | ------- | ------- | ------- |
| 発着数           | 8,956   | 10,173  | 11,293  | 8,889   |
| 乗客輸送         | 565,603 | 687,945 | 763,450 | 644,556 |
| 貨物輸送（トン） | 571     | 1,312   | 1,099   | 1,001   |

※2006年はフランシスコ・サラビア国内空港の数字を含む。

### 建設の経緯

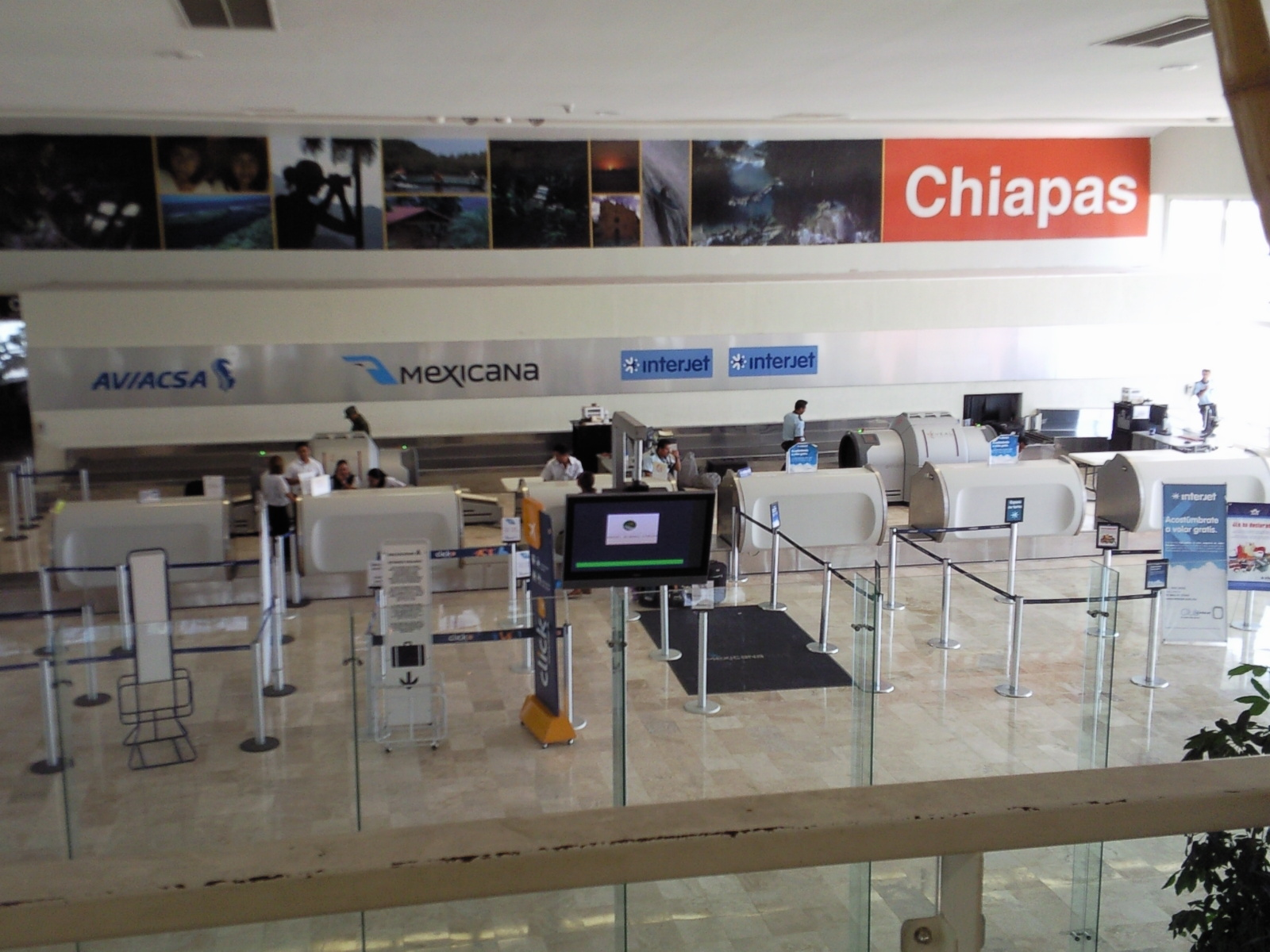
ターミナルビル内のチェックインカウンター

アンヘル・アルビノ・コルソ国際空港ができる以前、トゥストラ・グティエレス地方にはリャノ・サン・フアン空港とフランシスコ・サラビア国内空港という既存の空港が存在していた。しかし、これら2つの空港では商業航空交通の需要をすべて賄うことができなかったため、1990年代には第3の空港を建設する必要性が高まっていた。21世紀初めを目指して新たな空港の建設プロジェクトがスタートし、2006年6月27日にアンヘル・アルビノ・コルソ国際空港が開港した。建設工事には8億2500万ペソ（ドル換算で約7220万ドル）の投資が行われ、その資金の49%をメキシコ政府が拠出し、残りの51%をチアパス州が負担した。新空港の運用が開始されたことによって、フランシスコ・サラビア国内空港はテラン第6航空基地としてメキシコ空軍の軍用航空基地としての機能を取り戻し、リャノ・サン・ファン空港も商業及び民間飛行での利用が完全に停止された。
開港式はビセンテ・フォックス・ケサーダメキシコ合衆国大統領とパブロ・サラサール・メンディグチアチアパス州知事の司会によって開催され、商業航空の第一便としてタパチュラ国際空港発のアビアスカ航空6A-234便（ボーイング 737-201/Adv機）が着陸した。また同機によるメキシコシティへのフライトが初離陸となった。
開港時から国際空港を称していたが、公的に国際空港としての地位を獲得したのは2008年7月21日になってからである。最初の国際便の着陸は商業飛行ではなく、トゥストラ・グティエレスのビクトル・マヌエル・レイナ競技場で開催されるサッカーメキシコ代表との試合において、2008年9月7日にサッカーカナダ代表を受け入れるためのものであった。
2009年2月にはアエロメヒコ航空がメキシコシティとの1日3便の路線開設をアナウンスしたが、同年6月にアエロメヒコはこの路線開設の不定期の延期を決定した。
2009年からはメキシカーナ航空がこの空港での大規模な運航をスタートさせた。同社傘下の格安航空会社であるメキシカーナクリックは、2009年4月1日からトゥストラ・グティエレス-メキシコシティ間の路線を開設しており、新規に購入したボーイング717を就航させた。さらに同じく同社の子会社でグアダラハラ国際空港を拠点とする地域航空会社であるメキシカーナリンクが、同年7月からオアハカとグアダラハラへ1日2便ずつの運航を開始した。同年8月にはメキシカーナ航空本体によるメキシコシティへ1日3便の路線再開と、同年10月からのメリダ国際空港への1日2便の路線開設をアナウンスした。

## トゥストラ・グティエレス空港の変遷
トゥストラ・グティエレス（IATA:TGZ/ICAO:MMTG）の空港コードの変遷（下記のタイムライン）が表しているように、2006年にアンヘル・アルビノ・コルソ国際空港が開港するまで、トゥストラ・グティエレスには安定した利用が可能な空港が存在しなかった。1980年にトゥストラ・グティエレスの西郊外にリャノ・サン・フアン空港が開港し、それまで使用されていた市街地にあるフランシスコ・サラビア空港はメキシコ空軍のテラン空港と名前を変えた。しかし、リャノ・サン・ファン空港は霧と強い風で使用が制限される条件下にあり、自然環境の影響を防ぐために無線サポートや2番目の滑走路建設などの投資が行われた。1990年代後半には暫定的に古いテラン空港が使用されたが、位置やスペース、軍事指定など制限が大きかったため、新空港が建設された。